# Cristiano di Brunswick-Lüneburg
Cristiano di Brunswick-Lüneburg (Celle, 9 novembre 1566 – 8 novembre 1633) fu principe di Lüneburg e amministratore della diocesi di Minden, un principato ecclesiastico del Sacro Romano Impero.

## Biografia
Era il terzogenito del duca di Brunswick-Lüneburg Guglielmo e della principessa Dorotea di Danimarca. 
Venne eletto nel 1597 come coamministratore del principato-Vescovato di Minden e si insediò come vescovo nel 1599. 
Dopo la morte del fratello maggiore nel 1611, Ernesto, assunse il governo del Principato di Lüneburg e successivamente quello del Principato di Grubenhagen dando luogo alla loro fusione nel 1617.
Allo scoppio della Guerra dei trent'anni, Cristiano prese parte ai combattimenti appoggiando la causa cattolica e l'imperatore lo nominò colonnello delle truppe della Bassa Sassonia. Cristiano si adoperò con grande abilità per tenere la guerra il più lontano possibile dal territorio del vescovato ma quando nel 1623 le forze imperiali comandate da Tilly la occuparono, egli passò dalla parte protestante. Lasciò quindi il suo incarico di colonnello e con l'Editto di Restituzione nel 1629 lasciò entrare nel principato la fede protestante.

## Ascendenza
|                                            |                         |                                   | Genitori                          |  |  | Nonni |  |  | Bisnonni                     |  |  | Trisnonni                      |  |
|                                            |                         |                                   |                                   |  |  |       |  |  | Enrico di Brunswick-Lüneburg |  |  | Ottone V di Brunswick-Lüneburg |  |
|                                            |                         |                                   |                                   |  |  |       |  |  | Enrico di Brunswick-Lüneburg |  |  | Ottone V di Brunswick-Lüneburg |  |
|                                            |                         | Anna di Nassau                    |                                   |  |  |       |  |  | Enrico di Brunswick-Lüneburg |  |  |                                |  |
| Ernesto I di Brunswick-Lüneburg            |                         |                                   |                                   |  |  |       |  |  | Enrico di Brunswick-Lüneburg |  |  |                                |  |
|                                            |                         | Margherita di Sassonia            | Ernesto di Sassonia               |  |  |       |  |  |                              |  |  |                                |  |
|                                            |                         | Margherita di Sassonia            | Ernesto di Sassonia               |  |  |       |  |  |                              |  |  |                                |  |
|                                            |                         | Margherita di Sassonia            | Elisabetta di Baviera             |  |  |       |  |  |                              |  |  |                                |  |
| Guglielmo il Giovane di Brunswick-Lüneburg |                         | Margherita di Sassonia            |                                   |  |  |       |  |  |                              |  |  |                                |  |
|                                            |                         | Enrico V di Meclemburgo-Schwerin  | Magnus II di Meclemburgo-Schwerin |  |  |       |  |  |                              |  |  |                                |  |
|                                            |                         | Enrico V di Meclemburgo-Schwerin  | Magnus II di Meclemburgo-Schwerin |  |  |       |  |  |                              |  |  |                                |  |
|                                            |                         | Enrico V di Meclemburgo-Schwerin  | Sofia di Pomerania-Wolgast        |  |  |       |  |  |                              |  |  |                                |  |
| Sofia di Meclemburgo-Schwerin              |                         | Enrico V di Meclemburgo-Schwerin  |                                   |  |  |       |  |  |                              |  |  |                                |  |
|                                            |                         | Ursula del Brandeburgo            | Giovanni I di Brandeburgo         |  |  |       |  |  |                              |  |  |                                |  |
|                                            |                         | Ursula del Brandeburgo            | Giovanni I di Brandeburgo         |  |  |       |  |  |                              |  |  |                                |  |
|                                            |                         | Ursula del Brandeburgo            | Margherita di Sassonia            |  |  |       |  |  |                              |  |  |                                |  |
| Cristiano di Brunswick-Lüneburg            |                         | Ursula del Brandeburgo            |                                   |  |  |       |  |  |                              |  |  |                                |  |
|                                            | Federico I di Danimarca | Cristiano I di Danimarca          |                                   |  |  |       |  |  |                              |  |  |                                |  |
|                                            | Federico I di Danimarca | Cristiano I di Danimarca          |                                   |  |  |       |  |  |                              |  |  |                                |  |
|                                            | Federico I di Danimarca | Dorotea di Brandeburgo-Kulmbach   |                                   |  |  |       |  |  |                              |  |  |                                |  |
| Cristiano III di Danimarca                 | Federico I di Danimarca |                                   |                                   |  |  |       |  |  |                              |  |  |                                |  |
|                                            |                         | Anna del Brandeburgo              | Giovanni I di Brandeburgo         |  |  |       |  |  |                              |  |  |                                |  |
|                                            |                         | Anna del Brandeburgo              | Giovanni I di Brandeburgo         |  |  |       |  |  |                              |  |  |                                |  |
|                                            |                         | Anna del Brandeburgo              | Margherita di Sassonia            |  |  |       |  |  |                              |  |  |                                |  |
| Dorothea di Danimarca                      |                         | Anna del Brandeburgo              |                                   |  |  |       |  |  |                              |  |  |                                |  |
|                                            |                         | Magnus I di Sassonia-Lauenburg    | Giovanni V di Sassonia-Lauenburg  |  |  |       |  |  |                              |  |  |                                |  |
|                                            |                         | Magnus I di Sassonia-Lauenburg    | Giovanni V di Sassonia-Lauenburg  |  |  |       |  |  |                              |  |  |                                |  |
|                                            |                         | Magnus I di Sassonia-Lauenburg    | Dorotea di Hohenzollern           |  |  |       |  |  |                              |  |  |                                |  |
| Dorotea di Sassonia-Lauenburg              |                         | Magnus I di Sassonia-Lauenburg    |                                   |  |  |       |  |  |                              |  |  |                                |  |
|                                            |                         | Caterina di Braunschweig-Lüneburg | Enrico IV di Brunswick-Lüneburg   |  |  |       |  |  |                              |  |  |                                |  |
|                                            |                         | Caterina di Braunschweig-Lüneburg | Enrico IV di Brunswick-Lüneburg   |  |  |       |  |  |                              |  |  |                                |  |
|                                            |                         | Caterina di Braunschweig-Lüneburg | Caterina di Pomerania-Wolgast     |  |  |       |  |  |                              |  |  |                                |  |
|                                            |                         | Caterina di Braunschweig-Lüneburg |                                   |  |  |       |  |  |                              |  |  |                                |  |